# Manota avita
Manota avita är en tvåvingeart som beskrevs av Heikki Hippa 2009. Manota avita ingår i släktet Manota och familjen platthornsmyggor.
Artens utbredningsområde är Thailand. Inga underarter finns listade i Catalogue of Life.